# Nowe Czarnowo (przystanek kolejowy)
Nowe Czarnowo – zlikwidowany przystanek kolejowy w Nowym Czarnowie w Polsce, w województwie zachodniopomorskim, w powiecie gryfińskim, w gminie Gryfino.
Przystanek został zlikwidowany z chwilą oddania do użytku stacji Dolna Odra.